# Дубочани (Коњиц)
Дубочани је насељено место у Босни и Херцеговини у општини Коњиц у Херцеговачко-неретванском кантону које административно припада Федерацији Босне и Херцеговине. Према попису становништва из 1991. у насељу је живјело 146 становника.

## Становништво
По последњем службеном попису становништва из 1991. године у насељу Дубочани живело је 146 становника. Становници су претежно били Муслимани.
| Националност       | 1991.        | 1981. | 1971. |
| Муслимани          | 145 (99,32%) |       |       |
| остали и непознато | 1 (0,68%)    |       |       |
| Укупно             | 146          |       |       |